# Darwin Bermúdez
Darwin Yahir Bermúdez Martínez (La Lima, Cortés, Honduras; 19 de noviembre de 1989) es un futbolista hondureño. Juega como mediocampista y su equipo actual es el Honduras Progreso de la Liga Nacional de Honduras.

## Trayectoria
Su primer gol en la Liga Nacional de Honduras fue el 25 de enero de 2015 en el Estadio Tiburcio Carías Andino contra el Motagua en cumplimiento de la segunda fecha del Torneo Clausura. Lo hizo con Parrillas One.
En junio de 2016 reforzó al Honduras Progreso para encarar la Concacaf Liga Campeones 2016-17.

## Clubes
| Club              | País     | Año             |
| ----------------- | -------- | --------------- |
| Motagua           | Honduras | 2009            |
| Parrillas One     | Honduras | 2010 - 2011     |
| Villanueva F.C.   | Honduras | 2011 - 2013     |
| Sula de La Lima   | Honduras | 2014            |
| Parrillas One     | Honduras | 2014 - 2015     |
| Marathón          | Honduras | 2016            |
| Honduras Progreso | Honduras | 2016 - Presente |